# Río Sogamoso
El río Sogamoso es un río colombiano que nace en la confluencia del río Suárez y río Chicamocha en el departamento de Santander y constituye uno de los principales afluentes del río Magdalena.

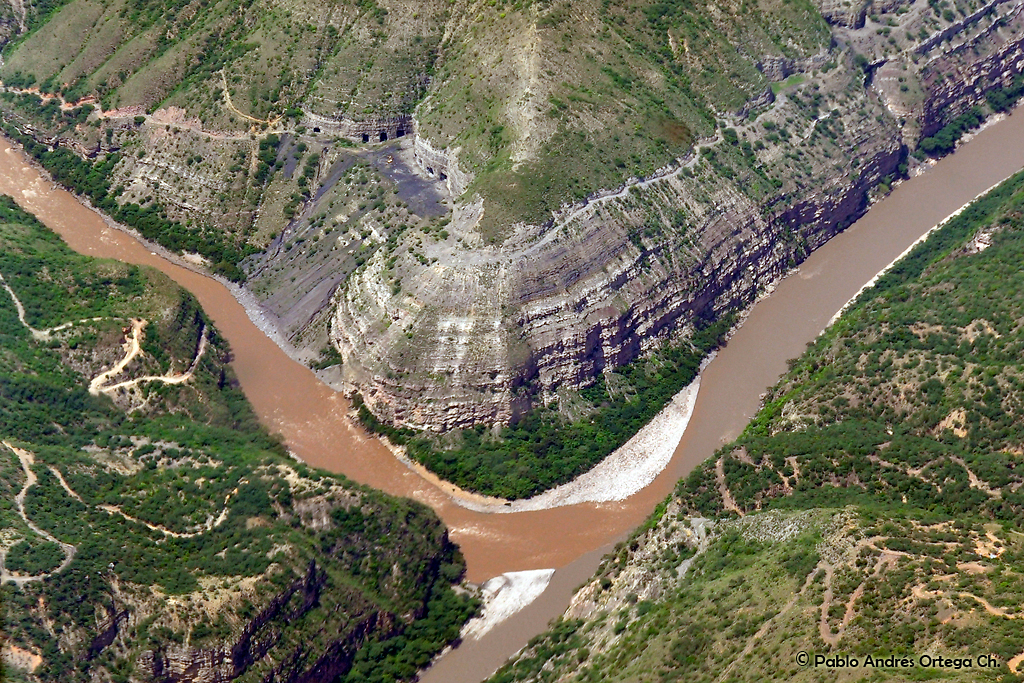
Ríos Suárez, Chicamocha y Sogamoso en el cañón del Chicamocha.

## Cauce
El río Sogamoso es un río del noreste de Colombia, que se forma por la confluencia del río Suárez y del río Chicamocha después de cruzar el cañón del Chicamocha, y desemboca en el río Magdalena entre Puerto Wilches y Barrancabermeja, y este a su vez desemboca en el mar Caribe.
El río baña los municipios de Los Santos, Zapatoca,  Betulia, San Juan de Girón, San Vicente de Chucurí,  Sabana de Torres, Puerto Wilches y Barrancabermeja.

## Hidroeléctrica del río Sogamoso
En este río se construyó una de las obras de ingeniería más ambiciosas de los últimos tiempos en el departamento: la Hidroeléctrica de Sogamoso o Hidrosogamoso, que abastece el 10% de la demanda de energía del país por año.